# Municipio de Sauter
El municipio de Sauter (en inglés: Sauter Township) es un municipio ubicado en el condado de Walsh en el estado estadounidense de Dakota del Norte. En el año 2010 tenía una población de 37 habitantes y una densidad poblacional de 0,4 personas por km².

## Geografía
El municipio de Sauter se encuentra ubicado en las coordenadas 48°14′44″N 98°13′2″O / 48.24556, -98.21722. Según la Oficina del Censo de los Estados Unidos, el municipio tiene una superficie total de 93.22 km², de la cual 90,22 km² corresponden a tierra firme y (3,21 %) 2,99 km² es agua.

## Demografía
Según el censo de 2010, había 37 personas residiendo en el municipio de Sauter. La densidad de población era de 0,4 hab./km². De los 37 habitantes, el municipio de Sauter estaba compuesto por el 97,3 % blancos, el 2,7 % eran amerindios. Del total de la población el 2,7 % eran hispanos o latinos de cualquier raza.